# ماكروريه (ساسكاتشوان)
ماكروريه (بالإنجليزية: Macrorie, Saskatchewan)‏ هي قرية تقع في كندا في ساسكاتشوان. يقدر عدد سكانها بـ 78 نسمة ومساحتها 0.77 كم2 .